# Джон Кінселла (плавець)
Джон Кінселла (англ. John Kinsella, 26 серпня 1952) — американський плавець.
Олімпійський чемпіон 1972 року, призер 1968 року.